# Subtranstillaspis
Subtranstillaspis là một chi bướm đêm thuộc họ Tortricidae.

## Các loài
- Subtranstillaspis hypochloris Meyrick, 1932